# Tech3
Tech3 est une équipe de compétition motocycliste présente aux championnats du monde MotoGP et Moto3 sous le nom de Red Bull KTM Tech3 et sous le nom Tech3 E-Racing en Coupe du monde de MotoE. L'équipe a été fondée en 1989 par Hervé Poncharal, ancien pilote, Guy Coulon et Bernard Martignac.
En 2024, le team est représentée en MotoGP par les Espagnols Augusto Fernández et Pedro Acosta sur des KTM RC16 de spécifications usines. En Moto3, le pilote turc Deniz Öncü et le pilote japonais Ayumu Sasaki courent sur des GASGAS RC250GP. L'allemand Lukas Tulovic (it) et l'italien Tommaso Marcon défendent l'équipe en MotoE avec des Ducati V21L, comme l'ensemble des écuries de cette catégorie.
En MotoGP, Tech3 est le team satellite de l'équipe officielle KTM.

## Historique

### Les années250cm3

#### Création de l'équipe avec Honda France
Après avoir passé plusieurs années en tant que pilote / responsable d'équipe chez Honda France, Hervé Poncharal décide en 1989 de créer la structure Tech3 avec l'ingénieur Guy Coulon et le technicien Bernard Martignac. L'origine du nom de l'équipe fait référence à l'High tech, la technique et le fait que 3 techniciens étaient à l'origine du projet,. Dès sa création, l'équipe est basée à Bormes-les-Mimosas, dans le Var. 
L'équipe commence la compétition dans la catégorie 250 cm3 dès 1990 avec le soutien de Honda et du cigarettier Rothmans. Au guidon d'une Honda NSR 250 d'usine, le pilote Dominique Sarron, (frère de Christian, pilote 500 cm3), réussit une première saison prometteuse avec plusieurs top 5. Blessé en cours de saison, il est remplacé par l'Autrichien Andreas Preining pendant deux meetings. Finalement, ce premier exercice voit Sarron finir 10e au classement général. 
Dominique Sarron ayant fait le choix de partir vers Yamaha, Jean-Pierre Jeandat est choisi pour représenter l'écurie en 1991 sur une Honda RS cliente. S'il n'a pas la vitesse de Sarron, la régularité de Jeandat lui permet d'accéder à 12 top 10 en 15 courses. Néanmoins, l'année 1991 est moins prolifique que la précédente avec les 59 points de la 12e place au tableau final, 2e Honda cliente. 
Attiré par le sérieux de cette jeune écurie, Suzuki se rapproche de Tech3 pour intégrer la catégorie 250 cm3. 

#### 1992 - 1994: Passage sur Suzuki et années noires
Fort d'une belle montée en puissance en 500 cm3 avec Kevin Schwantz, Suzuki et son sponsor titre Lucky Strike choisissent l'équipe Hervé Poncharal pour intégrer la catégorie inférieure. Tech3 devient donc une équipe d'usine en 1992 et engage le prometteur Wilco Zeelenberg qui sort de 2 saisons dans le top 5 final de la catégorie. Herri Torrontegui, pilote espagnol qui a montré de belles qualités en 80 cm3, est engagé à ses côtés,. Alors que les ambitions étaient élevées, l'année est finalement décevante, avec uniquement trois top 5 pour le pilote néerlandais et cinq top 10 pour Torrontegui, respectivement 11e et 15e au général.
Pour 1993, Suzuki veut à tout prix réussir et s'en donne les moyens : elle engage au guidon de la Suzuki RGV250 (en) de Tech3 John Kocinski, champion 250 cm3 en 1990 sur Yamaha et qui venait de terminer 3e du championnat 500 cm3. Pilote au caractère bien trempé, l'Américain exige d'être le seul représentant de l'écurie, ce qui est accepté. Les débuts sont encourageants, avec le premier podium de la marque et de l'équipe dans la catégorie lors du premier Grand Prix, en Australie. Les courses suivantes sont cependant plus décevantes, avec des places d'honneur, jusqu'au Grand Prix des Pays-Bas sur le circuit d'Assen.
Parti dernier sur la grille, le pilote américain remonte tout le peloton, meilleur tour en course à l'appui, et lutte pour le podium. Deuxième à l'entame du dernier tour, Kocinski se fait doubler par Tetsuya Harada et finit à la dernière marche du podium. L'Américain ne supporte pas cet échec et, dans le tour de décélération, casse sciemment le moteur de sa moto, puis la jette à terre. Revenu au stand, il refuse de monter sur le podium et de se rendre à la conférence de presse. Ces affronts sont jugés inacceptables pour le cigarettier Lucky Strike, sponsor de l'équipe, du pilote et du Grand-Prix des Pays-Bas : le pilote est licencié par Tech3 le soir-même,.
L'écurie française termine la saison en engageant Simon Crafar, pilote Superbike et 500 cm3. Trop grand pour la moto comparé à Kocinski, le Néo-zélandais ne réussit qu'un top 10 sur les 7 dernières courses de la saison. La saison qui devait être l'année de la réussite se termine par le retrait de Suzuki de la catégorie 250 cm3 le 10 janvier 1994.
À moins de 3 mois du nouveau championnat, l'écurie doit trouver une moto, des sponsors et des pilotes. Hervé Poncharal se tourne alors vers son ancien partenaire Honda et le sponsor Motul, qui apportent leur soutien. Les Français Noël Ferro et Frédéric Protat sont engagés au guidon de Honda RS clientes. L'équipe s'inscrit aussi pour la première fois en 125 cm3, avec une moto partagée entre Nicolas Dussauge et Bertrand Stey.
Avec un budget trop faible et une moto presque vierge de sponsor, l'année 1994 est terrible pour Tech3 et aucun des pilotes 250 cm3 et 125 cm3 ne marque de point. Alors que l'écurie songe à arrêter les Grand Prix, son salut viendra de Jean-Philippe Ruggia.

#### 1995 - 1998: Retour glorieux avec Honda et début de l'ère Olivier Jacque
En 1995, Jean-Philippe Ruggia possède un solide palmarès fait de podiums en 500 cm3 et de victoires en 250 cm3. Après deux saisons sur Aprilia, le pilote français veut changer d'écurie et se tourne vers Hervé Poncharal, à la condition d'avoir une Honda d'usine. L'accord conclu avec la marque ailée, Poncharal réussit à transférer avec Ruggia Chesterfield et Elf, alors sponsor des motos italiennes. Comme deuxième pilote, Tech3 choisit un prometteur français, alors champion d'Europe 125 cm3 : Olivier Jacque. Ce dernier disposera d'une moto cliente. Pour la première fois depuis la création de l'équipe, le terme Tech3 apparaît dans la dénomination officielle de l'équipe.
Fort de cette nouvelle paire de pilote, l'écurie renoue avec les avant-postes. Si aucun podium n'est à signaler, l'expérimenté Ruggia signe six top 5 et cinq autres top 10 sur 13 Grand Prix. De l'autre côté du box, le jeune Jacque commence l'année en dehors du top 10, mais en signe 5 sur les 6 dernières courses, dont deux 4e place. Signe de sa vitesse, Olivier Jacque réussit pour sa première année à s'élancer de la première ligne lors des 3 dernières courses et à boucler ses premiers tours en tête lors du Grand Prix d'Argentine. À l'arrivée, les français finissent respectivement 5e et 10e au général.
Pour la première fois depuis sa création, les pilotes et les machines de Tech3 restent identiques pour une deuxième année, le seul changement étant la dotation d'une deuxième moto d'usine pour Olivier Jacque. Cette année 1996 est celle de son explosion : si son début de saison est solide, avec trois top 5 et deux top 10 sur les sept premières courses, Jacque obtient la deuxième place lors du Grand Prix d'Allemagne. Loin d'être un acte isolé, le français ne descend pas du podium de l'année, sauf pour abandonner en Autriche. La consécration pour Jacque et pour Tech3 arrive à Rio de Janeiro avec la première victoire en 250 cm3 devant Ralf Waldmann et Jürgen Fuchs. Finalement, Olivier Jacque conclut l'année avec deux 3e place, quatre 2e place et une victoire, ce qui lui permet de terminer à la 3e place du classement général.
Du côté de Ruggia, la saison 1996 est difficile avec seulement trois top 5 et sept autres top 10, loin de la réussite de Jacque. Avec la 9e place au général, il décide de quitter le monde des Grand Prix à la fin de l'année.
L'année 1997 voit donc l'arrivée d'un nouveau pilote pour épauler Olivier Jacque. Hervé Poncharal décide de miser sur William Costes, pilote français vainqueur en 1996 du Bol d'or et du trophée Thunderbike (ex championnat du monde 600 cm3) pour défendre les couleurs de Tech3 sur une Honda client. Néanmoins, sa première année dans la catégorie 250 cm3 est très compliquée, puisqu'il ne rentre dans les points qu'à 4 reprises, pour 23 points et la 20e place au général.
Faisant maintenant partie des favoris de la catégorie avec Max Biaggi ou Ralf Waldmann aussi sur Honda, l'année d'Olivier Jacque démarre de la même manière qu'avait fini la précédente, avec une troisième place lors du premier Grand Prix. Il ajoute à son palmarès deux autres 3e place, trois 2e place et surtout deux nouvelles victoires, en Autriche et à nouveau à Rio de Janeiro. Cela n'est cependant pas suffisant pour gagner le titre, car malgré un bilan de l'année 1997 supérieur à celui de 1996, avec 201 points contre 193, Jacque ne termine qu'à la 4e place au général, devancé par les deux favoris et Tetsuya Harada, ce que Poncharal considère comme une petite déception.
Pour 1998, l'équipe mise sur la stabilité et espère enfin concrétiser le potentiel d'Olivier Jacque. La Honda NSR 250 ne cependant fait pas le poids face aux italiennes d'Aprilia et le pilote français se blesse à la cheville au Mugello, handicapant une bonne partie de sa saison. Même s'il obtient quatre 3e place supplémentaires, le bilan de l'année n'est pas satisfaisant et la 5e place au général marque encore un recul face aux concurrents. Dans l'autre garage, William Costes ne montre pas de signe d'évolution, avec seulement trois top 10 sur les neuf premières courses disputées. Devant ce bilan, Costes quitte l'équipe en cours de saison, remplacé par Matthieu Lagrive qui ne marque aucun point durant les six derniers Grand Prix. Julien Allemand fait aussi 3 courses pour l'écurie, avec une 15e place lors du Grand Prix de France.
Bien conscient de la dépendance de l'équipe à Olivier Jacques, Hervé Poncharal demande à Honda de lui confier une deuxième moto d'usine et le pilote Tohru Ukawa, alors seul pilote de l'écurie officielle de la marque ailée. Le refus de l'entreprise d'Hamamatsu oblige le manager français à revoir sa stratégie, surtout face à la prise de contact de Yamaha.

#### 1999: Changement décisif vers Yamaha
Souhaitant étendre sa présence en 250 cm3 et disposer d'une équipe officielle, Yamaha prend contact en 1998 avec Hervé Poncharal. Après négociation, le manager français réussit à convaincre la marque aux diapasons de lui confier deux Yamaha YZR250 d'usine et le prometteur japonais Shinya Nakano, 2e lors de sa seule apparition en 1998. Le cigarettier Chesterfield et Olivier Jacque continuent l'aventure avec l'équipe varoise.
Le partenariat démarre sur les chapeaux de roue, avec la 3e place de Nakano en Malaisie après avoir longtemps mené, suivi à la 4e place par Jacque. Dès le deuxième Grand Prix, au Japon, le pilote nippon s'impose. Du côté d'Olivier Jacque, le Français se blesse gravement lors de la course suivante à Jerez, compromettant sa saison avec six Grand Prix loin de la piste. Il est remplacé consécutivement par Naoki Matsudo, Jamie Robinson et Toshihiko Honma (it), sans grand succès.
Nakano, de son côté, confirme sa forme tout au long de l'année et ajoute deux 2e place, une autre 3e place et neuf top 5 sur toute l'année, lui garantissant les 207 points de la 4e place au général. Olivier Jacque reprend le guidon de la Yamaha en Allemagne et monte en puissance sur les huit courses restantes. Un premier podium (une 3e place) avec Yamaha à Imola, puis une 2e place en Australie suivie d'une autre 3e place en Afrique du Sud laissent espérer au pilote français l'arrivée d'une première victoire avec Yamaha. Elle arrive finalement au dernier Grand Prix de la saison, en Argentine. Avec la 7e place au général malgré sa longue absence, l'année 2000 promet alors de voir Olivier Jacque et son coéquipier Shinya Nakano parmi les favoris. 
Pour la saison 2000, peu de changements sont à noter, hormis le remplacement de Mobil 1 par BP au niveau des partenaires techniques. Les 6 premiers Grand Prix sont dominé par Nakano, le Japonais inscrivant trois victoires, une 2e place et une 3e place. Jacque, de son côté, ne peut riposter qu'avec deux deuxième places, une 3e place et trois 4e places, rendant ainsi 18 points de retard sur son coéquipier au tiers de la saison. Le pilote français finit par hausser son niveau au cours des sept courses suivantes, toutes terminées sur le podium avec deux victoires, quatre 2e place et une 3e place. Malgré deux autres victoires et trois autres podiums, Nakano compte cette fois 22 points de retard avant d'attaquer les trois derniers Grand Prix de la saison. Derrière lui, Tohru Ukawa et Daijiro Kato comptent à ce moment de la saison respectivement 198 et 193 points, soit 21 et 26 points de retard sur leur compatriote japonais. 
La Grand Prix de Rio de Janeiro est un premier tournant de cette fin de saison puisqu'Olivier Jacque est contraint à l'abandon, laissant Nakano franchir la ligne en 4e position. L'écart est alors retombé à 10 points entre les deux pilotes Tech3 et deux Grand Prix à disputer. Lors de l'avant dernière course, à Motegi pour le Grand Prix du Pacifique, Nakano se rapproche encore du Français après être monté sur la deuxième place du podium tandis que Jacque termine 4e.
Les deux pilotes Tech3 arrivent au dernier Grand Prix de la saison 2000, en Australie, avec 2 points d'écart, à l'avantage du Français. L'équation est simple pour eux : il faut finir devant son coéquipier pour remporter le titre, sans provoquer de double abandon. En effet, Kato avait profité de la fébrilité des 2 Yamaha pour inscrire une double victoire sur les deux derniers Grand Prix et revenir à 12 points de Jacque. Les qualifications annoncent la lutte finale, Nakano s'adjugeant la pôle devant Jacques et Kato. À l'extinction des feux, les 2 pilotes Tech3 bondissent de la grille et s'envolent en tête sans qu'aucun concurrent ne puisse suivre le rythme. Jacque et Nakano, en revanche, ne se détachent pas l'un de l'autre pendant les 25 tours de la course, s'échangeant les positions au fil des boucles. Fin stratège, Jacque tente dans les premiers tours de course de doubler son coéquipier dans la longue droite d'arrivée avant de couper son effort.
Le dernier tour débute avec Nakano en tête, Jacque essayant de trouver l'ouverture sans succès. Le Japonais franchit le dernier virage de la saison en tête, étant seulement à quelques hectomètres du titre. Mais Olivier Jacque mise sur la longue ligne droite du Circuit de Phillip Island comme dernière chance de sacre, sortant plus rapidement du dernier gauche et comptant profiter de l'aspiration de son coéquipier. À mesure que la ligne d'arrivée se rapproche, le Français rattrape son adversaire et commence de le dépasser. À quelques mètres de l'arrivée, les deux pilotes sont alors à égalité. Jacque, plus rapide grâce à l'aspiration, prend l'avantage et franchit la ligne en tête, remportant le titre 250 cm3 pour 14 millième. De plus, Tech3 permet à Yamaha de remporter le titre constructeur grâce à ce doublé au championnat pilote. Cette course et le duel entre les deux pilotes Tech3 sont depuis entrés dans la légende des courses moto,.

### 500 cm3et MotoGP

#### Les années Yamaha

##### 2001 - 2002: Des débuts solides
Après la domination de Tech3 sur le championnat 250 cm3, Yamaha propose à l'équipe française de faire le grand saut vers la catégorie supérieur en tant qu'équipe satellite pour 2 ans. Hervé Poncharal accepte la promotion après 10 ans de présence en catégorie intermédiaire et signe avec un nouveau sponsor principal, le cigarettier français Gauloises. 
Toujours avec Olivier Jacque et Shinya Nakano, l'équipe Tech3 démarre 2001 équipée de la YZR500 avec l'espoir d'apprendre cette nouvelle catégorie. Nakano, dès le premier Grand Prix, entre dans le top 5, une performance qu'il réalise encore cinq fois durant cette année. Lors de la neuvième course, Le Japonais parvient à terminer 3e, célébrant ainsi le premier podium de l'équipe dès sa première année. Six top 10 viennent compléter son année, qu'il conclut à la 5e place, avec le titre honorifique de meilleur Rookie. 
Pour Olivier Jacque, le passage en 500 cm3 est plus compliqué. Le Français est victime de beaucoup de chute, une blessure l'éloignant des circuits pendant 3 courses et n'obtient finalement un seul top 5 à Valence. Il termine l'année à la 15e position, à presque 100 points de son coéquipier. 
L'année 2002 marque le début de l'ère MotoGP et du passage aux motos quatre-temps de 990 cm3. Néanmoins, la cohabitation avec les modèles 500 cm3 est autorisée pour cette première année, solution choisie par tous les constructeurs pour leurs team satellites. Ainsi, Tech3 débute l'année avec la YZR500 avant de recevoir la YZR-M1 pour les trois dernières courses. Sur le plan des résultats, l'année est similaire pour les deux pilotes : quelques top 10, des abandons et comme meilleur résultat une cinquième place en Grande-Bretagne pour Jacque et en Allemagne pour Nakano.  
Tech3 rate cependant de peu sa première victoire lors du Grand Prix d'Allemagne. Profitant de l'agilité de sa 500 cm3, Olivier Jacque signe la pole position, une première pour l'écurie à ce niveau. En course, le Français lutte pour la victoire contre Valentino Rossi, Max Biaggi et Alex Barros. Alors qu'il mène à 3 tours de l'arrivée, le Brésilien freine avec trop d'optimisme et percute Jacque, qui chute et abandonne, laissant la victoire à Valentino Rossi.  
Finalement, le Français et le Japonais terminent à la 10e et 11e place du classement général, pour une deuxième année plus terne que la première. À noter que Sylvain Guintoli effectue sa première course à Brno en tant que pilote invité avec une 17e place à la clé. 

##### 2003 - 2007: Années décevantes

###### Partenariat global Yamaha - Altadis
Pour l'année 2003, Tech3 est directement affectée par les décisions stratégiques de Yamaha. Le constructeur aux diapasons se lie pour deux ans avec la société Altadis, propriétaire de multiple société de cigarettier dont Gauloises, et signe directement des contrats avec Marco Melandri, nouveau champion 250 cm3, et Alex Barros, qui vient de terminer 4e chez Honda Pons et 1er indépendant avec deux victoires. Carlos Checa étant déjà sous contrat dans l'écurie officielle, il est nécessaire qu'un des deux pilotes Tech3 laisse sa place à Barros. Poncharal renouvelle sa confiance envers Jacque et laisse Nakano partir après 4 ans de collaboration. En compensation, Yamaha apporte un soutien technique renforcé à l'équipe française. 
Les espoirs de l'équipe de bien figurer seront déçus, l'année 2003 étant un échec pour Yamaha avec la 7e place finale pour son meilleur représentant, Carlos Checa. Pour Tech3, la seule éclaircie de l'année vient de la 3e acquise lors du Grand Prix de France par Barros. Bien qu'ayant terminé à huit reprises dans le top 10, le Brésilien conclut l'année à la 9e place au général, loin de l'objectif visé. Quant à Jacque, avec seulement quatre top 10, il termine à 30 points de son coéquipier, à la 12e place au général. 
Après cette année difficile, Alex Barros décide de mettre fin à son contrat avec Yamaha et retourne chez Honda. Quant à Olivier Jacque, Tech3 et son sponsor décident de ne pas le renouveler à la suite d'une année décevante et une motivation déclinante,. 
L'année 2004 voit donc l'arrivée d'un nouveau duo de pilotes chez Tech3. Afin d'accueillir en son sein le triple champion du monde Valentino Rossi, l'écurie officielle Yamaha choisit de garder l'expérimenté Carlos Checa. L'équipe d'Hervé Poncharal, réputé bon gestionnaire de jeune pilote, accueille donc Marco Melandri, décevant 15e en 2003 dans l'écurie officielle. Un fort soutien technique est assuré au pilote par Lin Jarvis, directeur de la compétition de l'entreprise aux diapasons. Au deuxième guidon, Norifumi Abe, alors pilote d'essai de la marque, vient remplacer Barros à la suite de son départ. Du côté des sponsors, Yamaha opte pour une représentation mixte des marques de cigarette d'Altadis pour correspondre aux marchés selon la nationalité de leurs pilotes. Ainsi chez Tech3, Melandri dispose d'une livrée aux couleurs de Fortuna tandis qu'Abe garde la livrée Gauloise. 
Côté résultat, l'année n'est pas une réussite. Melandri est capable du meilleur, deux 3e places à Barcelone et à Assen, comme du pire, avec une deuxième partie de saison catastrophique comptant seulement deux arrivées dans les points et cinq abandons. Cette irrégularité est sanctionnée par la 12e place au général. Pour Abe, la régularité est meilleure mais la vitesse manque. Malgré huit top 10, le japonais se classe à 1 point de son coéquipier. 
Pour 2005, Tech3 change à nouveau ses deux pilotes. Sous l'impulsion d'Altadis et sa marque Fortuna, l'équipe accueille deux pilotes espagnols. Ainsi, Rubén Xaus, 11e et meilleur rookie du dernier championnat sur Ducati, est engagé au côté de Toni Elías, 4e du dernier championnat 250 cm3. Alors que Rossi écrase le championnat dans l'écurie officielle, l'année de Tech3 est pire que la précédente, qui ne monte sur aucun podium. Xaus, qui ne s'adapte pas à sa nouvelle moto, termine 16e au général avec seulement quatre top 10. Pour Elías, l'année est à peine meilleure. Blessé et remplacé par Carlos Checa pendant trois courses, son meilleur résultat, une 6e place à l'avant-dernier Grand Prix, ne lui permet pas de sauver une saison qu'il termine à la 12e place. 

###### Les années Dunlop
En 2006, Tech3 ne peut plus compter sur les sociétés de cigarettier d'Altadis, puisque ces derniers attaquent en justice Yamaha pour rupture de contrat. Hervé Poncharal négocie un contrat de sponsoring avec Dunlop, assorti de l'équipement des motos Yamaha. Tech3 est la deuxième écurie équipée de Dunlop sur la grille, avec Pramac d'Antin.  
Pour la troisième année consécutive, l'équipe française change entièrement ses pilotes. Tech3 fait appel à l'expérimenté Carlos Checa, fin connaisseur de la moto japonaise et victime du retrait de l'écurie de Sito Pons. Son coéquipier est James Ellison, pilote Dunlop chez Blata WCM l'année précédente et meilleur indépendant du British Superbike Championship en 2004. 
L'année est à nouveau difficile côté résultats, malgré des essais d'avant-saison prometteur. Bien qu'il ne connaît qu'un seul abandon, Checa termine à la 15e au général avec comme meilleur résultat deux 7e aux États-Unis et au Portugal. Seule une deuxième ligne en qualification du Grand Prix d'Australie vient récompenser les efforts de développement. Pour Ellison, la saison est également très difficile puisqu'il ne réussit qu'un seul top 10 sur la saison, sans trouver de solution à son mal-être sur la moto. Seul lot de consolation pour Tech3, Carlos Checa est le premier représentant de Dunlop au général. 
Face aux faibles résultats de Tech3 et Pramac d'Antin, Dunlop annonce un renforcement de leur investissement en MotoGP. Néanmoins, les tricolores restent les seules à aligner des motos équipées des pneus anglais durant le championnat suivant. Avec le changement de cylindrée du MotoGP, Tech3 a l'occasion d'être plus compétitif car les motos fournies à l'équipe sont identiques à celle de l'écurie officielle. 
À la suite du départ de Checa vers LCR, l'équipe française recrute Makoto Tamada, double vainqueur de Grand Prix en 2004 et connaisseur des pneus Dunlop après son passage en Superbike Japonais. Dans l'autre box, Poncharal promeut Sylvain Guintoli après une année de test pour l'équipe et quatre saisons en 250 cm3. 
Avec ce quatrième équipage en autant d'année, l'écurie passe encore la plupart des courses dans l'arrière du peloton. Malgré quelques bonnes qualifications et la 4e place de Guintoli au Japon, le Français et le Japonais terminent respectivement antépénultième et dernier des pilotes présents sur toute la saison. Les timides progrès du manufacturier anglais entraînent donc l'arrêt de son programme MotoGP et la séparation avec Tech3, malgré une 5e et 6e places lors de la finale du championnat 2007.

##### 2008 - 2011: Retour aux avant-postes avec Colin Edwards et début en Moto2
Après s'être assuré de la fourniture de deux Yamaha d'usine pour 2008, Hervé Poncharal doit revoir beaucoup de secteur son écurie pour la saison 2008. Côté pneumatique, Tech3 signe avec le manufacturier français Michelin qui équipe aussi la Yamaha officielle de Jorge Lorenzo. Les dernières saisons difficiles ne permettent pas à l'équipe d'attirer un sponsor principal, laissant les Yamaha tricolores partiellement vierge. Pour les pilotes, l'équipe aligne une paire anglo-saxonne, avec Colin Edwards et James Toseland. Le premier cité a dû laissé sa place dans l'équipe officielle pour accueillir Lorenzo. Il a le grand avantage d'avoir piloté en 2007 la Yamaha chaussé de Michelin. Toseland arrive lui du Superbike après avoir remporté son 2e titre dans la catégorie.
Avec cet ensemble plus solide, la saison de Tech3 est meilleure que la précédente et voit même les tricolores retrouver le podium à domicile et aux Pays-Bas grâce à Edwards. Avec la pole position en Chine, l'américain signe une excellente saison qui le voit terminer 7e et 1er pilote indépendant, une première pour l'équipe de Poncharal. La saison fut moins éclatante pour Toseland, mais il a su montrer une grande constance en signant neuf top 10, dont six 6e place et de bonnes qualifications. Il termina à la 11e place de ce championnat 2008.
En 2009, et pour la première fois depuis 2003, l'équipe aligne le même duo de pilote une seconde saison de suite. Les bons résultats de la saison précédente permirent à Poncharal de signer un nouveau sponsor titre pour deux ans, Monster Energy. Cette fois équipé de Bridgestone, manufacturier unique du MotoGP, Colin Edwards fit mieux que la saison passée : avec une 2e place dans les conditions humides de la Grande-Bretagne et six top 5 pour un seul abandon, l'américain termine 5e de la saison et à nouveau meilleur indépendant. Pour Toseland, cette deuxième saison ne confirme pas la progression entrevue en 2008. Avec seulement six top 10, l'anglais termine à la 14e place avec 13 points de moins que la saison précédente.
Alors qu'il ne devait débuter chez Tech3 qu'en 2011, Ben Spies voit son transfert depuis le Superbike avancé à 2010, en récompense de son titre dès sa première année. En échange, James Toseland récupère le guidon de Spies pour retrouver une catégorie qui l'avait vu briller. Ce duo d'américains permet à Tech3 de signer leur meilleur saison d'ensemble depuis leur arrivée en MotoGP. Si Edwards marque un peu le pas comparé aux 2 saisons précédentes, sa saison reste de bonne facture avec neuf top 10 et une cinquième place pour meilleur résultat au Japon. Il inscrit finalement les 103 points de la 11e place. De son côté, Spies impressionne en terminant 3e dès sa cinquième course et  2e  à Indianapolis après avoir signé la pole. Avec sept autres top 5, le jeune américain termine la saison à la 6e position au championnat pilote et meilleur rookie, prenant la suite de son coéquipier pour la place de 1er indépendant.
L'année 2010 voit aussi le remplacement du 250 cm3 par le Moto2, catégorie avec un moteur Honda 600 cm3 et pneus Dunlop identiques autour de châssis développés par les écuries. L'écurie Tech3 saisit l'occasion de ce changement pour construire son propre prototype, le Mistral 610, en espérant le vendre ensuite à d'autres écuries. L'écurie fait donc son retour dans le championnat intermédiaire, avec comme pilote Yuki Takahashi et Raffaele De Rosa. Armé de ce châssis nés de l'esprit de Guy Coulon, le pilote japonais réussit à remporter le Grand Prix de Catalogne, où Spies termine deuxième en MotoGP, et à terminer deuxième en République Tchèque. Malgré cette réussite, le reste de la saison est beaucoup plus décevant pour l'écurie avec la 12e place au général pour Takahashi et la 27e pour De Rosa.
L'année 2011 voir le transfert de Ben Spies vers Yamaha Factory Racing, en remplacement de Valentino Rossi. En quête d'un second pilote pour épauler Colin Edwards, Tech3 se tourne à nouveau vers les pilotes de la marque aux diapasons dans le championnat du monde de Superbike et recrute Cal Crutchlow, vainqueur du Supersport dès sa première année et 5e du SBK avec trois victoires. L'année en MotoGP est moins bonne que la précédente, malgré un nouveau podium d'Edwards en Grande-Bretagne. L'américain présente une bonne régularité, avec dix top 10 et un seul abandon, mais aussi une vitesse insuffisante pour viser plus haut que la 9e place au général. Crutchlow connaît une première année un peu plus compliquée, avec cinq abandons et quatre top 10. Néanmoins, sa quatrième place lors du dernier Grand Prix de Valence laisse alors entrevoir de belles promesses. 
En Moto2, l'équipe engage trois motos avec le français Mike Di Meglio, le belge Xavier Siméon et le britannique Bradley Smith. Bien que débutant dans la catégorie, le dernier cité confirme les espoirs placés en lui et réussit une brillante saison en montant trois fois de suite sur le podium, deux 3e ou une seconde place. Il termine finalement 7e du championnat quand ses coéquipiers montrent plus de difficulté à rentrer régulièrement dans les points, Di Meglio terminant finalement 23e et Siméon 26e. Fort de cette réussite, Smith signe d'ailleurs un contrat de 3 ans avec Tech3, assurant sa présence en MotoGP en 2013 et 2014.
2011 signe aussi la fin de l'aventure avec Colin Edwards. Souhaitant se lancer l'année suivante dans la nouvelle catégorie CRT (en), l'Américain fait pression sur Yamaha et Tech3 pour lui fournir un moteur et un châssis répondant aux normes de cette catégorie. L'écurie française se positionne favorablement et charge Guy Coulon et Nicolas Goyon de construire le prototype. Néanmoins, le projet n'est pas prêt pour 2012. Le contrat entre l'écurie française et la marque aux diapasons finissant en 2013, Hervé Poncharal ne veut pas donner l'impression aux Japonais qu'il se désengage de leur accord. Ainsi, Colin Edwards quitte Tech3 vers l'écurie NGM Mobile Forward Racing et un guidon d'une Suter - BMW.

##### 2012 - 2017: Tech3 meilleurteamindépendant
Colin Edwards parti, Tech3 doit maintenant trouvé un équipier à Cal Crutchlow. Repsol Honda Team engageant exceptionnellement trois motos en 2011, l'écurie doit faire un choix et se sépare du seul pilote qui n'a pas remporté de victoire malgré sa 3e place finale : Andrea Dovizioso. L'italien est donc engagé pour un an chez les français, espérant prouver sa capacité à remporter des Grand Prix. 
Bien qu'il ne remporte aucune victoire, l'année 2012 permet à Dovizioso de briller au guidon de la Yamaha. En dehors de trois rendez-vous, il termine l'ensemble des courses dans le top 5, compilant notamment six 3e place. Son année se termine à la 4e place au général devant la deuxième moto de l'écurie officielle. De l'autre côté du box, Cal Crutchlow réussit aussi une belle saison avec la 7e place finale, réussissant deux 3e place et sept autres top 10. Cette saison 2012 représente la meilleure saison de Tech3  en catégorie reine. 
En Moto2, malgré les réussites de l'année passée, Tech3 ne réussit pas à vendre son châssis à d'autres équipes. Pour cette saison, l'écurie reconduit Smith et Siméon. Ce dernier ne réussit qu'un top 10 et quelques rares entrée dans les points, valant la 21e place finale. Malgré 9 top 10 avec une 4e place comme meilleur résultat, le Britannique termine lui avec 9 points en moins qu'en 2011 et la 9e place au général.  
Comme convenu dans son contrat, Tech3 confirme Bradley Smith au guidon de la Yamaha MotoGP pour 2013. Fort de sa réussite l'année passée, Dovizioso ne passe pas une autre saison chez Tech3. Le retour de Rossi dans l'écurie officielle Yamaha lui permet de signer un contrat de deux ans avec Ducati. Ainsi, Tech3 poursuit sa collaboration en 2013 avec Cal Crutchlow, qui espérait suffisamment se montrer pour intégrer l'année suivante une équipe d'usine. Le duo de britannique réussit une très belle saison. Crutchlow confirme son potentiel en signant deux pole positions, deux 2e place et deux 3e place. Il termine l'année à la 5e place derrière les officiels Honda et Yamaha. Smith réussit lui aussi une solide première saison en réussissant treize top 10, avec trois 6e place comme meilleur résultat. L'année se conclut pour lui à la 10e place au général. 
En Moto2, la saison est très compliquée. La Mistral 610 aux mains de Danny Kent et Louis Rossi, les nouveaux pilotes, peine à rentrer dans le top 10. Le britannique réussit cette performance six fois contre deux pour le jeune Français. Ils terminent respectivement 22e et 24e au général. Ces mauvais résultats conduisent à leur renvoi à la fin de la saison. 
Pour 2014, l'équipe varoise et Yamaha s'accordent les services du champion Moto2 2013 Pol Espargaró. Frustré par ce choix et voyant la place de pilote titulaire de l'écurie d'usine s'éloigner, Crutchlow quitte Tech3 et rejoint Andrea Dovzioso chez Ducati,.  Après sa saison prometteuse, Smith garde son guidon une deuxième année. Si l'année est meilleure pour l'anglais, qui signe son premier podium en Australie avec une 3e place, ses nombreuses chutes ne lui permettent pas d'augmenter significativement son classement, une 8e place, au point de menacer son avenir avec Tech3. Son coéquipier espagnol, moins flamboyant, est cependant plus régulier. Si Espargaro connaît quatre abandons durant l'année, il termine l'ensemble des autres courses dans les points, finissant toujours entre la 9e et la 4e place. Avec 15 points de plus que son coéquipier, le pilote espagnol conclut l'année à la 6e place, meilleur rookie et meilleur indépendant. 
En Moto2, l'année 2014 voit un nouveau binôme de pilote pour remplacer Kent et Rossi : l'allemand Marcel Schrötter, possédant un an et demi d'expérience dans la catégorie, et Álex Mariñelarena (en), jeune pilote espagnol. Néanmoins, le dernier cité ne peut prendre aucun départ et voit sa carrière s'arrêter à la suite d'une grave chute lors d'essais d'avant-saison sur le Circuit Paul Ricard,. Pour le remplacer dans l'urgence, Hervé Poncharal fit appel à Ricard Cardús, espagnol expérimenté dans la catégorie. Le pilote allemand se classe très régulièrement dans le top 15 et top 10 des Grand Prix, finissant à la 10e place au général. Quant à Cardús, l'anné est plus compliquée mais il signe quelques coups éclats, comme une 7e place en Catalogne à la faveur de nombreux abandons et une 9e place au Japon. Il termine l'année à la 18e place. 
L'année 2015 voit Tech 3 aligner le même duo en MotoGP et Moto2,. L'année 2015 voit Smith terminer sixième du championnat pilote avec un podium à Misano et plusieurs places d'honneur et Espargaró terminer neuvième au général. En revanche, la saison 2016 s'avère plus délicate : Smith, blessé en cours de saison, se voit remplacé par Alex Lowes pour 3 Grands Prix et ne termine que seizième au général. Son équipier espagnol achève sa campagne 2016 au huitième rang du championnat pilote. C'est également la première fois depuis 2007 que Tech3 n'obtient aucun podium en cours de saison.  

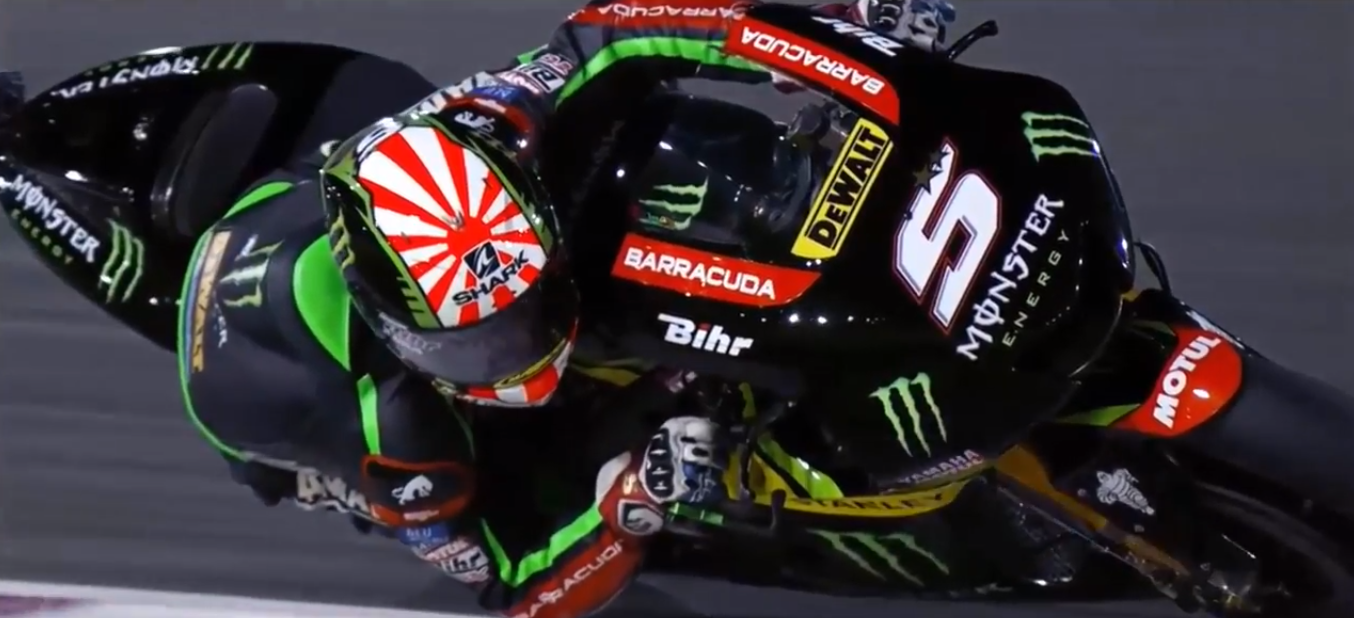
Johann Zarco sur la YZR-M1 lors du Grand Prix du Qatar 2017.

Pour la saison 2017, le duo Tech 3 est intégralement renouvelé, en raison des départs de Smith et Espargaró chez la nouvelle équipe usine KTM. Les rookies Johann Zarco et Jonas Folger, issus du Moto 2, sont engagés. Ce nouveau duo se met vite en évidence, Zarco figurant en tête de nombreux Grands Prix au cours de la saison (dès le Grand Prix inaugural au Qatar) et signant 3 podiums et 2 pôles positions, et Folger enchaînant les Tops 10 et terminant deuxième sur son Grand Prix National en Allemagne, se battant même pour la victoire avec Marc Marquez. En raison de problèmes de santé, Folger ne peut cependant pas aller au bout de sa saison, et se retrouve remplacé tour à tout par Kohta Nozane, Brock Parkes et Michael Van der Mark. 
Souhaitant initialement reconduire le même duo qu'en 2017, Hervé Poncharal doit, début 2018, trouver un remplaçant à Jonas Folger, forfait pour la saison 2018. Il se tourne avec le Malaisien Hafizh Syahrin, pour épauler Johann Zarco. Dans le même temps, Tech3 annonce la fin de son partenariat historique avec Yamaha pour s'associer à KTM à partir de 2019. Zarco termine sa saison à la sixième place au général avec 3 nouveaux podiums quand Syahrin achève sa première saison en catégorie reine à la seizième place au général.

#### Les années KTM

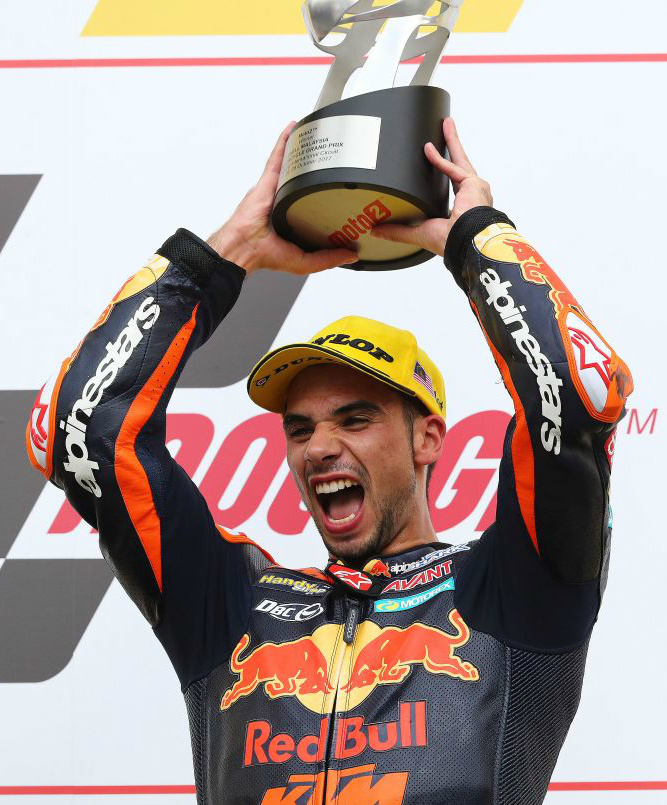
Miguel Oliveira signe une pole-position et remporte deux courses avec l'écurie.

2019 marque les débuts de la collaboration entre Tech3 et KTM en MotoGP. À cette occasion, l'équipe française s'adjoint les services de Miguel Oliveira, alors vice-champion du monde en titre en Moto2, pour épauler Hafizh Syahrin et remplacer Johann Zarco, promu dans l'équipe Red Bull KTM Factory.  
Red Bull devient le nouveau sponsor titre de l'équipe, en lieu et place de Monster Energy, et Elf devient le nouveau partenaire technique de Tech3, remplaçant Motul.  
Malgré 9 entrées dans les points pour le Portugais et quatre pour le Malaisien, cette première année avec KTM se révèle difficile pour l'équipe varoise. Avec une dixième place au championnat par équipe et 40 points marqués, Tech3 réalise sa plus mauvaise saison en catégorie reine. Oliveira termine seizième au général quand Syahrin termine vingt-troisième.  
La nouvelle association entre KTM et Tech3 s'étend également en Moto2, avec la fourniture de motos KTM. Marco Bezzecchi et Philipp Öttl sont recrutés en lieu et place de Bo Bendsneyder et Remy Gardner. L'Italien termine vingt-troisième du championnat, et son équipier allemand termine trentième.
Tech3 s'engage également en MotoE, nouvelle catégorie des Grand Prix Moto réservée aux motos électriques, avec Héctor Garzó et Kenny Foray.  
Pour 2020, Iker Lecuona est promu aux côtés de Miguel Oliveira, Hafizh Syahrin effectuant son retour en Moto2.
KTM s'étant désengagée du Moto2, Tech3 quitte également la catégorie pour rejoindre le Moto3, toujours avec le soutien de KTM. Deniz Öncü et Ayumu Sasaki sont titularisés dans ce nouveau projet. Lukas Tulovic et Tommaso Marcon deviennent quant à eux les nouveaux titulaires de l'équipe en MotoE.    
Dès les quatre premiers Grand Prix, Oliveira se révèle être en mesure de se battre pour le Top 10 en se montrant très rapide en qualification et en course. Au Grand Prix de Styrie, cinquième épreuve de la saison disputée sur le circuit de Spielberg, le pilote portugais parvient à se battre pour la victoire face à Pol Espargaró et Jack Miller. Profitant d'un écart de ses 2 adversaires lors du dernier virage du dernier tour de course pour prendre la tête de la course, Miguel Oliveira remporte sa première victoire en MotoGP, offrant par la même occasion à Tech3 son premier succès en catégorie reine.
Pour le dernier Grand Prix de la saison disputé au Portugal, Miguel Oliviera obtient la pole position, une première pour l'équipe depuis Johann Zarco au Grand Prix de France 2018, et gagne le lendemain sur ses terres.
Pour la saison 2021, l'écurie connaît plusieurs changements, avec le retrait de Red Bull dans le nom et la livrée de l'équipe, la marque autrichienne focalisant son soutien à l'écurie officielle KTM. La livrée reprend alors le logo KTM et sa couleur orange, se dénommant Tech3 KTM Factory Racing. Au niveau des pilotes, si Iker Lecuona conserve sa place, Miguel Oliveira rejoint l'équipe officielle KTM et est remplacé par Danilo Petrucci, en provenance de chez Ducati Team.

## Liste des pilotes

### Moto GP /500cm3
| Saison | N° | Pilote               |
| ------ | -- | -------------------- |
| 2001   | 19 | Olivier Jacque       |
| 2001   | 56 | Shinya Nakano        |
| 2002   | 19 | Olivier Jacque       |
| 2002   | 56 | Shinya Nakano        |
| 2003   | 4  | Alex Barros          |
| 2003   | 19 | Olivier Jacque       |
| 2004   | 17 | Norifumi Abe         |
| 2004   | 33 | Marco Melandri       |
| 2005   | 11 | Rubén Xaus           |
| 2005   | 24 | Toni Elías           |
| 2005   | 94 | David Checa          |
| 2006   | 7  | Carlos Checa         |
| 2006   | 77 | James Ellison        |
| 2007   | 6  | Makoto Tamada        |
| 2007   | 50 | Sylvain Guintoli     |
| 2008   | 5  | Colin Edwards        |
| 2008   | 52 | James Toseland       |
| 2009   | 5  | Colin Edwards        |
| 2009   | 52 | James Toseland       |
| 2010   | 5  | Colin Edwards        |
| 2010   | 11 | Ben Spies            |
| 2011   | 5  | Colin Edwards        |
| 2011   | 35 | Cal Crutchlow        |
| 2011   | 41 | Josh Hayes           |
| 2012   | 4  | Andrea Dovizioso     |
| 2012   | 35 | Cal Crutchlow        |
| 2013   | 35 | Cal Crutchlow        |
| 2013   | 38 | Bradley Smith        |
| 2014   | 38 | Bradley Smith        |
| 2014   | 44 | Pol Espargaró        |
| 2015   | 38 | Bradley Smith        |
| 2015   | 44 | Pol Espargaró        |
| 2016   | 22 | Alex Lowes           |
| 2016   | 38 | Bradley Smith        |
| 2016   | 44 | Pol Espargaró        |
| 2017   | 5  | Johann Zarco         |
| 2017   | 23 | Broc Parkes          |
| 2017   | 31 | Kohta Nozane         |
| 2017   | 60 | Michael van der Mark |
| 2017   | 94 | Jonas Folger         |
| 2018   | 5  | Johann Zarco         |
| 2018   | 55 | Hafizh Syahrin       |
| 2019   | 88 | Miguel Oliveira      |
| 2019   | 55 | Hafizh Syahrin       |
| 2019   | 27 | Iker Lecuona         |
| 2020   | 88 | Miguel Oliveira      |
| 2020   | 27 | Iker Lecuona         |
| 2020   | 35 | Mika Kallio          |
| 2021   | 27 | Iker Lecuona         |
| 2021   | 9  | Danilo Petrucci      |
| 2022   | 87 | Remy Gardner         |
| 2022   | 25 | Raúl Fernández       |
| 2023   | 37 | Augusto Fernández    |
| 2023   | 44 | Pol Espargaró        |
| 2023   | 94 | Jonas Folger         |

| Légende             | Légende |
| ------------------- | ------- |
| Pilotes titulaires  |         |
| Pilotes invités     |         |
| Pilotes remplaçants |         |

### Moto 2
| Saison | N° | Pilote             |
| ------ | -- | ------------------ |
| 2010   | 35 | Raffaele De Rosa   |
| 2010   | 72 | Yuki Takahashi     |
| 2011   | 19 | Xavier Siméon      |
| 2011   | 38 | Bradley Smith      |
| 2011   | 63 | Mike Di Meglio     |
| 2012   | 19 | Xavier Siméon      |
| 2012   | 38 | Bradley Smith      |
| 2012   | 81 | Jordi Torres       |
| 2013   | 46 | Decha Kraisart     |
| 2013   | 52 | Danny Kent         |
| 2013   | 96 | Louis Rossi        |
| 2013   | 99 | Lucas Mahias       |
| 2014   | 23 | Marcel Schrötter   |
| 2014   | 46 | Decha Kraisart     |
| 2014   | 65 | Chalermpol Polamai |
| 2014   | 88 | Ricard Cardús      |
| 2015   | 23 | Marcel Schrötter   |
| 2015   | 88 | Ricard Cardús      |
| 2015   | 97 | Xavi Vierge        |
| 2016   | 32 | Isaac Viñales      |
| 2016   | 97 | Xavi Vierge        |
| 2017   | 14 | Héctor Garzó       |
| 2017   | 60 | Julián Simón       |
| 2017   | 87 | Remy Gardner       |
| 2017   | 97 | Xavi Vierge        |
| 2018   | 14 | Héctor Garzó       |
| 2018   | 64 | Bo Bendsneyder     |
| 2018   | 87 | Remy Gardner       |
| 2019   | 65 | Philipp Öttl       |
| 2019   | 72 | Marco Bezzecchi    |

| Légende             | Légende |
| ------------------- | ------- |
| Pilotes titulaires  |         |
| Pilotes invités     |         |
| Pilotes remplaçants |         |

### Victoires en MotoGP: 2
| Année | Lieu du Grand Prix          | Circuit              | Ville     | Pilote          |
| ----- | --------------------------- | -------------------- | --------- | --------------- |
| 2020  | Grand Prix moto de Styrie   | Circuit de Spielberg | Spielberg | Miguel Oliveira |
| 2020  | Grand Prix moto du Portugal | Circuit de Portimão  | Portimão  | Miguel Oliveira |